# Stag film
Las stag films (también llamadas blue movies o smokers), término en inglés que puede traducirse como «Películas para hombres» o «Películas de solteros» (siendo stag, ciervo o venado, un coloquialismo para referirse a un hombre que asistía a algún lugar sin compañía femenina), son un tipo de película pornográfica producida en secreto en los dos primeros tercios del siglo XX. Estas películas tenían ciertos rasgos como los de ser breves (alrededor de máximo 12 minutos), mudas, y mostrar sexo explícito o gráfico destinado a atraer a los hombres, y eran producidas clandestinamente debido a las leyes de censura. Las stag films se proyectaban para audiencias exclusivamente masculinas en fraternidades o lugares similares; los espectadores ofrecían ruidosas respuestas colectivas a las películas, intercambiando bromas sexuales y logrando excitación sexual. En Europa, las stag films eran a menudo proyectadas en burdeles.
Los historiadores del cine describen las stag films como una forma primitiva de industria del cine en tanto eran producidas por artistas anónimos y aficionados. En la actualidad, muchas de estas películas han sido archivadas por el Instituto Kinsey; no obstante, la mayoría de ellas están en un estado de deterioro y no tienen derechos de autor, créditos o autoría reconocida. La era de los stag films llegó a su fin a raíz de los comienzos de la revolución sexual en la década de 1960 en combinación con las nuevas tecnologías de películas caseras de las décadas posteriores a la Primera Guerra Mundial, como las películas de 16 mm, 8 mm, y Super 8. Académicos del Instituto Kinsey creen que se produjeron aproximadamente 2000 películas entre 1915 y 1968.
La industria estadounidense de los stag films en general ha recibido atención académica primero a mediados de la década de 1970 por parte de académicos mainstream, por ejemplo en Di Lauro y Gerald Rabkin's Dirty Movies (1976), o más recientemente por historiadores culturales feministas y homosexuales, como en los libros Hard Core: Power Pleasure, and the "Frenzy of the Visible" (1999) de Linda Williams, o Homosociality in the Classical American Stag Film: Off-Screen, On-screen (2001) de Thomas Waugh.

## Historia

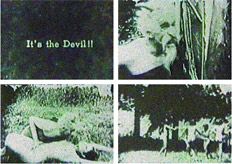
Algunos historiadores consideran que la película argentina El Sartorio, filmada en algún punto entre 1907 y 1912, es la película pornográfica más antigua que se conserva.

Antes de la abolición de la censura cinematográfica en los Estados Unidos y de una aceptación general de la producción de pornografía, ésta era un fenómeno clandestino. Las stag films eran hechas por hombres para hombres. La presentación pública de tales películas era itinerante y se hacía por medio de exhibiciones secretas en burdeles o casas de reuniones masculinas (p. ej., fraternidades). Alternativamente, las películas podían también alquilarse para uso privado. Las stag films eran un fenómeno completamente clandestino, y no fue sino hasta la era del «porno chic» de la década de 1970 que el cine sexualmente explícito ganó algún reconocimiento o discusión en la sociedad general. A diferencia de cómo ocurre en la actualidad, escenas de satisfacción, como orgasmos masculinos o femeninos, no eran una convención de las stag films. En cambio, había lo que Linda Williams llamó la «toma de carne» (meat shot), que se refería a escenas hardcore y en primer plano de relaciones sexuales. Debido a que no hay citas directas o historias orales de quienes participaban en este cine clandestino, estudiosos del cine entienden lo que saben sobre estas películas principalmente a través de relatos escritos. Las stag films persistieron durante tanto tiempo, como afirma Williams, simplemente gracias a que estaban aisladas de un escrutinio más público de la conducta sexual.
La película alemana Am Abend, la argentina El Satario y la estadounidense A Free Ride (o A Grass Sandwich), producidas entre los años 1907 y 1915, son tres de las películas pornográficas hardcore más tempranas que se hacen parte de la colección del Instituto Kinsey para la Investigación de Sexo, Género y Reproducción.

## Estudio y análisis

### Críticas feministas

#### Cultura patriarcal

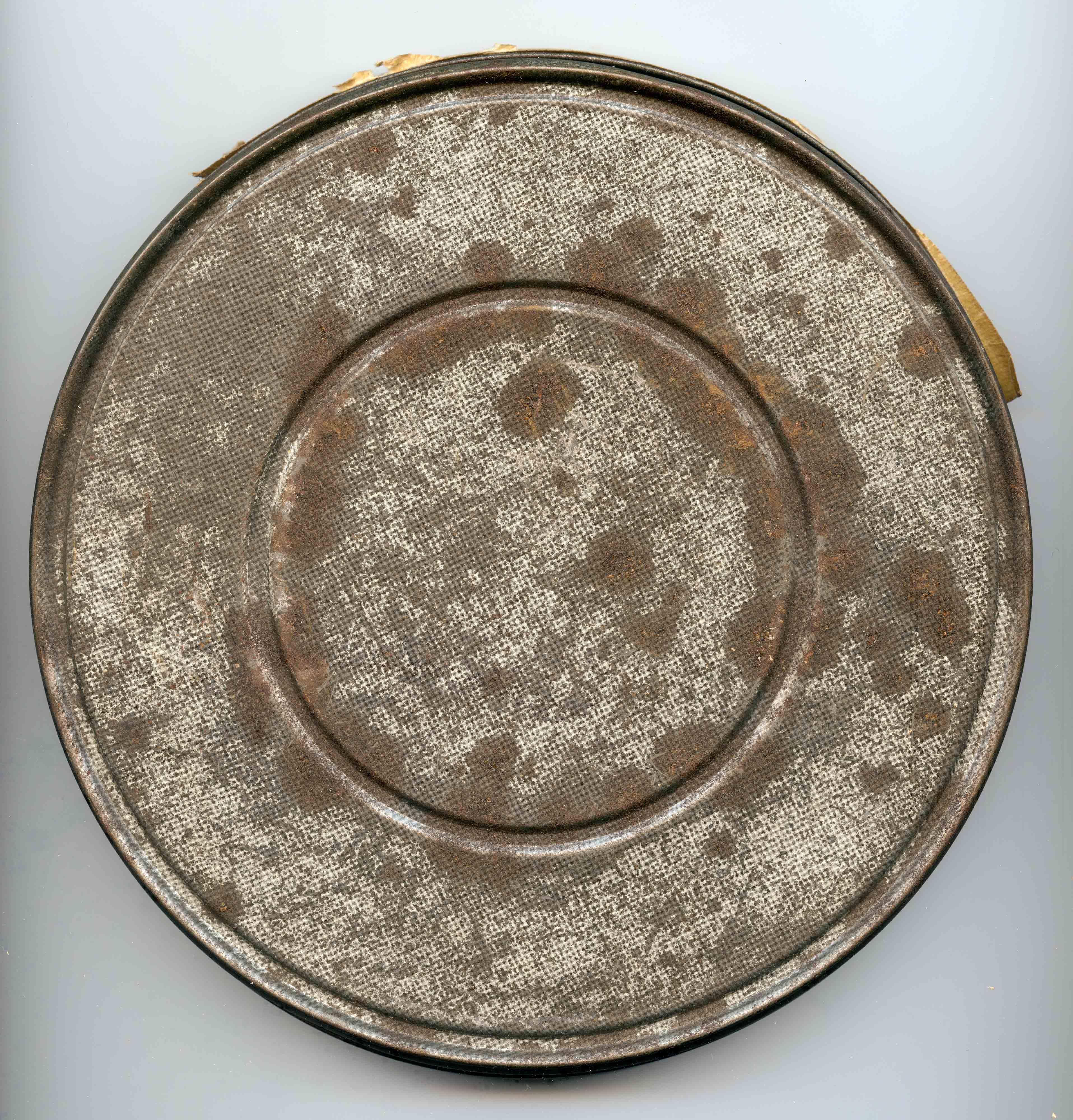
Ejemplo de un lata de stag film de 16 mm en deterioro.

De acuerdo con Williams, las stag films estadounidenses demuestran la obsesión de la cultura patriarcal en una desesperada búsqueda de lo que la académica de cine Linda Williams ha denominado «la "verdad" incognoscible del sexo». En su capítulo sobre el género, Williams se centra en resaltar la obsesión de los anónimos cineastas masculinos con la desconocida maravilla de la sexualidad femenina. Williams también afirma que rara vez se muestra un punto de vista femenino dentro del género de las stag films, lo que resulta en que el cuerpo femenino se convierta en un objeto. No obstante, en su análisis Williams tiene en cuenta los parpadeos de sexualidad femenina y señala que esta sexualidad no se problematiza, a diferencia de como ocurrió con el porno duro de la década de los setenta.
Críticos tempranos del género, como Di Lauro y Rabkin, argumentaron que los actores masculinos en las stag films también eran objetificados y que estaban de hecho menos humanizados incluso que las mujeres que eran el foco de atención puesto que «como actores [los hombres] no son visibles en su humanidad plena». Para Williams, tal defensa de la pornografía es familiar y afirma que «como la mayoría de tales defensas, ignora la estructura de poder más amplia en la que las presuntamente igualadas deshumanización y objetificación ocurren». Con base en estudios del crítico de arte John Berger sobre las tradiciones en el arte europeo de pinturas al óleo de desnudos, Williams argumenta que el verdadero tema de las stag films está en el ojo de quien las observa. En las stag films, el punto de vista siempre proviene del falo, sostiene Williams, lo que hace que el objetivo predominante sean solo a los hombres, y Williams cree que es allí donde reside el poder. Más aún, se afirma, hay elementos misóginos detectables establecidos de manera temprana en este género que modulan las representaciones más idealizadoras y fetichizantes de los genitales femeninos. El acto de reunirse colectivamente para excitarse ante los espectáculos de estas representaciones hardcore de actos sexuales es lo que el teórico del cine Thomas Waugh describe como «volver a represeantar algunas de las dinámicas estructurales básicas del patriarcado, a saber, el intercambio masculino en mujeres, en este caso el intercambio en fantasías e imágenes de mujeres».

#### Voyeurismo
El voyeurismo es un tema obvio y un elemento fijo principal en los códigos y convenciones del stag film. Williams afirma que muchas stag films, entre ellas Am Abend y A Free Ride, «incorporan voyeurismo en sus narrativas como estrategias tanto para excitar a sus personajes como para hacer coincidir la “apariencia” del personaje con la del espectador en sus secuencias iniciales». Williams considera que esto ocurre como una manera de que el espectador se identifique con el hombre que mira al cuerpo de la mujer dentro de la narrativa en desarrollo. La hipótesis de Williams respecto al discurso de las stag film es que «oscila entre la relación directa imposible entre un espectador y el objeto exhibicionista que aquel observa de cerca y el voyeurismo ideal de un espectador que observa un evento sexual en el que un varón sustituto actúa por él».

### Teoríaqueer

#### Homosocialidad
El académico Thomas Waugh escribió respecto a las stag films en el contexto de la llamada «homosocialidad» (esto es, relaciones entre personas del mismo sexo que no son sexuales ni románticas). Waugh afirma que tal fenómeno tiene en últimas éxito a la hora de iluminar la masculinidad a través del «falo simbólico». En su ensayo, Waugh señala que «las stag films, tanto dentro como fuera de la pantalla, están tenazmente implicadas con el núcleo homosocial de la masculinidad tal como se ha construido dentro de la sociedad estadounidense». Waugh señala el hecho de que, en la mayoría de los casos, tales artistas varones anónimos durante el apogeo de las stag films evitan mostrar sus penes en la pantalla, pero fuera de la pantalla hay un público exclusivamente compuest de hombres con solamente penes. En su historia del género, Di Lauro y Rabkin (1976) discuten nostálgicamente al stag film como una plataforma para el vínculo social y la camaradería entre hombres. Tanto Williams como Waugh concuerdan en que hay una necesidad apremiante de que el espectador se identifique con los demás hombres en la audiencia, para demostrar su masculinidad a través de la vinculación con otros espectadores masculinos, para así escapar del trasfondo homosexual de disfrutar viendo los penes de otros hombres. Waugh habría de afirmar que tal mentalidad y este corpus de películas eróticas clandestinas «exponen el espectro de la sociabilidad masculina, la experiencia de tener un pene y ser blanco durante los dos primeros tercios del siglo XX». Para Waugh, la cultura del stag (el soltero) era una arena en la que el comportamiento homosocial reforzaba la masculinidad en los deseos sexuales de los hombres en la cultura pop estadounidense. Asimismo, Waugh cree que hay algunas subversiones en tal dinámica, describiendo una película, la caricatura Buried Treasure (c. 1928), como un «interrogatorio abierto de la masculinidad». Waugh sugiere también que esta conducta está determinada no solo por la censura, sino también por la vergüenza y la negación.

## Filmografía
- Le Coucher de la Mariée (Hora de ir a la cama para la novia o El dilema de la novia, Francia, 1896
- Am Abend, Alemania, 1910
- El Satario, Argentina, 1907–15
- A Free Ride, EEUU, 1915
- Le ménage moderne du Madame Butterfly, Francia, 1920
- The Casting Couch, EEUU, 1924
- The Virgin with the Hot Pants, EEUU, 1924
- Forbidden Daughters, EEUU, 1927
- Le pompier des Folies Bergères, Francia, 1928
- "Buried Treasure" Featuring Eveready Harton, EEUU, 1928–29
- The Surprise of a Knight, EEUU, c. 1930